# مجموعة الغرير
مجموعة عبد الله الغرير مجموعة شركات إماراتية تعتبر من أكبر الشركات الخليجية والعربية. ترجع بدايات المجموعة إلى سنة 1960 حيث صاحبت النمو الهائل الذي عرفته دبي إلى أن أصبحت من أكبر شركات البلاد ومتخصصة في عدة أنشطة أهمها صناعة اللف، الاسمنت، الألومنيوم، العقار، كما لها أيضا مساهمات في القطاع المصرفي وقطاع التأمين... تقدر إيرادتها بحوالي 3 مليارات دولار (سنة 2005) وتسيطر على أصول تبلغ 12 مليار دولار وتشغل حوالي 20,000 شخص. تملك 51% من شركة إي تي أي أسكون. رئيسها سيف أحمد ماجد الغرير (الذي يرأس أيضا مجموعة سيف الغرير) ومديرها العام مروان أحمد الغرير.

## نظرة نظرة عامة على الأعمال

### الأقسام
للمجموعة ثلاثة خطوط رئيسية للأعمال: التصنيع، والعقارات، والاستثمارات. تشمل أعمال التصنيع للمجموعة البتروكيماويات والألمنيوم والصلب والتعبئة والتغليف. تشمل الشركات التابعة لها في مجال البتروكيماويات شركة تغليف للصناعات وشركة أديكا الغرير للإضافات الكيماوية. تمثل شركتا سحب الألمنيوم شركة الخليج لسحب الألمنيوم وشركة الطويلة لسحب الألمنيوم (تالكس) ، وشركة التصنيع الهندسية الملكية (ريفكو) ، وهي شركة تصنيع ألمنيوم لقطع غيار السيارات، أعمال الألمنيوم للمجموعة. تعد شركة شركة الخليج لسحب الألمنيوم من أكبر مصانع البثق في منطقة الخليج.
تشمل أعمال التعبئة والتغليف في مجموعة الغرير الشركة العربية للتغليف، وهي شركة تصنيع لوح ليفي مموج والعربية المرنة للتغليف، وصناعة العلب العربية، الشركة المصنعة للعلب متعددة الأغراض. يضم قسم التصنيع أيضًا الغرير للحديد والصلب، وهو مجمع للدرفلة على البارد والجلفنة يقع في المصفح. CAFU شهد تطبيق توصيل البنزين الذي تم إطلاقه في 2018 نموًا في السوق أيضًا.
تشرف شركة الغرير للعقارات على المحفظة العقارية للمجموعة. تدير المجموعة أيضًا مراكز التسوق بما في ذلك الرفاهية مركز برجرمان وريف مول.
تشمل الاستثمارات المالية للمجموعة حصة كبيرة في بنك المشرق.

### الشخصيات الرئيسية
يشغل ماجد سيف الغرير منصب الرئيس التنفيذي لمجموعة الغرير. هو رئيس شركة دريك آند سكل إنترناشيونال ومجلس الشرق الأوسط لمراكز التسوق وعضو مجلس إدارة بنك الإثمار وهو أيضًا عضو وزعيم عالمي شاب في المنتدى الاقتصادي العالمي. تخرج ماجد سيف الغرير من جامعة العين بدرجة البكالوريوس في محاسبة.
عبد الرحمن سيف الغرير هو رئيس مجلس إدارة مجموعة الغرير. كما يترأس غرفة تجارة وصناعة دبي.

## التاريخ المبكر (1960-1989)
يعود تاريخ مجموعة الغرير إلى ثلاثينيات القرن الماضي عندما كان أحمد الغرير وابنه سيف غواصي اللؤلؤ في دبي. في عام 1960 ، بصفتهما الشركة كانت ناجحة ومتنامية، أسس أحمد الغرير مجموعة الغرير للإشراف على المصالح التجارية للعائلة. قام أحمد الغرير لاحقًا بتحويل إدارة المصالح التجارية للعائلة إلى أبنائه الخمسة: سيف، عبد الله، ماجد، مروان وجمعة. أصبح سيف رئيس مجلس إدارة مجموعة الغرير، وهو المنصب الذي شغله حتى التسعينيات. بنت مجموعة الغرير أول مصنع أسمنت في الإمارات العربية المتحدة، مطحنة الدقيق ومصفاة السكر.
أسست المجموعة بنك عمان (لاحقًا بنك المشرق) في دبي عام 1967. في عام 1969 ، اشترت المجموعة مالك الأقلية بنك عثماني من حصتها البالغة 15 بالمائة في البنك. يمتلك البنك أصولًا تزيد عن 3 مليارات درهم إماراتي بحلول عام 1978. أصبح أكبر بنك خاص في الإمارات العربية المتحدة بحلول الثمانينيات. غير البنك اسمه إلى بنك المشرق في عام 1994 .
أسست المجموعة شركة الخليج لسحب الألمنيوم، وهي مصنع ألمنيوم بثق ، في عام 1976. افتتحت مجموعة الغرير أول مركز تسوق الخليج ، مركز الغرير، في عام 1981. الشركة العربية للتغليف منتج التغليف المموج تأسست من قبل المجموعة في عام 1982.

## التاريخ الحديث (1990 إلى الوقت الحاضر)
قرر الأخوان سيف أحمد وعبد الله الغرير في التسعينيات تقسيم مجموعة الغرير وإنشاء شركتين متكاملتين. احتفظ سيف الغرير برئاسة مجموعة الغرير (المعروفة الآن أيضًا باسم مجموعة سيف الغرير). تأسست شركة الغرير للاستثمار (المعروفة أيضًا باسم مجموعة عبد الله الغرير) من مجموعة الغرير. الغرير للاستثمار برئاسة عبد الله الغرير ركزت على تمويل الأسرة والغذاء وأعمال البناء. اكتملت إعادة هيكلة مجموعة الغرير بحلول عام 1994.
افتتحت مجموعة الغرير مركز برجمان ، وهو مركز تسوق فاخر، في عام 1991. كان برجمان ثاني مركز تسوق يتم افتتاحه في دبي. تم توسيعه في تجديد بقيمة 1400.000.000 درهم في عام 2004. تمت إعادة تسمية محطة المترو الواقعة بالقرب من برجمان إلى محطة برجمان في عام 2012.
أسست مجموعة الغرير شركة دبي بولي فيلم، الشركة المصنعة للبولي بروبيلين ثنائي المحور، في عام 1998. أسست مجموعة الغرير الشركة العربية لصناعة العلب بعد ذلك بعام في 1999. صنعت الشركة العربية لصناعة العلب في الأصل علبًا غذائية مكونة من ثلاث قطع ثم توسعت لاحقًا لتصنيع علب متنوعة للأطعمة وزيوت الطعام والزيوت الصناعية ؛ العنق في علب وعلب بمقابض بلاستيكية ؛ ويمكن لمكونات مثل الأغطية.
تم افتتاح مول الريف، وهو مركز تسوق بقيمة 220 مليون درهم إماراتي، في فبراير 2005. استهدف المركز التجاري العملاء من ذوي الدخل المتوسط ويقع في منطقة ديرة في دبي. وقد دفعت مجموعة الغرير تكاليف مشروع البناء دون تمويل خارجي.
بدأت شركة الغرير للحديد والصلب في بناء أول مجمع للدرفلة على البارد للفولاذ والجلفنة في الإمارات العربية المتحدة في عام 2006. تم افتتاح معمل المصفح 300 مليون درهم في يوليو 2008.

## وصلات خارجية
- الموقع الرسمي